# Rangpo Chu
Der Rangpo Chu (oder Rangpo Chhu) ist ein 51 km langer linker Nebenfluss der Tista im östlichen Teil des indischen Bundesstaates Sikkim sowie an der Grenze zu Westbengalen.

## Verlauf
Der Rangpo Chu hat sein Quellgebiet nordwestlich des Jelepla-Passes. Er fließt anfangs in südwestlicher Richtung. Er durchfließt den kleinen Bergsee Menmecho-See. Später nimmt er den Abfluss des Tsomgo-Sees von rechts auf und wendet sich anschließend nach Süden. Der Fluss wird vom Rangpo-Staudamm aufgestaut, wo der Großteil seines Flusswassers über ein Stollen- und Druckleitungssystem dem 6 km abstrom gelegenen Wasserkraftwerk 
zugeleitet wird. Dort mündet der Rongli Chu von links in den Rangpo Chhu. Der Rangpo Chu fließt nun in westlicher Richtung. Unterhalb der Einmündung des Rishi Khola von links bildet der Fluss die Grenze zum südlich gelegenen indischen Bundesstaat Westbengalen. Der Rangpo Chu mündet schließlich bei der Kleinstadt Rangpo in die Tista. Dort überquert der National Highway 31A den Fluss. Das Einzugsgebiet des Rangpo Chu umfasst 550 km².

## Wasserkraft
Am Rangpo Chu befinden sich zwei Wasserkraftprojekte, die von Gati Infrastructure gebaut und betrieben werden.
Das Chuzachen-Wasserkraftwerk (⊙) befindet sich unmittelbar oberhalb der Einmündung des Rongli Chu. Es besitzt zwei vertikale Francis-Turbinen von Alstom zu je 55 MW sowie 2 Generatoren zu je 49,5 MW. Es wurde 2007–2013 erbaut. Das Kraftwerk wird von zwei Staudämmen, dem Rangpo-Staudamm (⊙) und dem Rongli-Staudamm, mit Wasser versorgt. Die Druckstollen beider Staudämme vereinigen sich auf halber Strecke. Am 16. April 2009 kam es zu einem Unglück, bei welchem zwölf Arbeiter in dem Tunnelsystem ums Leben kamen.
Das geplante Bhasmey-Wasserkraftwerk soll 6 km oberhalb der Mündung errichtet werden. Es sind zwei Francis-Turbinen zu je 27 MW vorgesehen. Vom 5 km oberstrom geplanten Damm soll eine Druckleitung zum Kraftwerk führen. Der Nenndurchfluss liegt bei 55 m³/s.